# Strach ze závazku
Strach ze závazku je pojem, který označuje chování osoby vyhýbající se dlouhodobým partnerským vztahům a svatbě. Jde o složitý problém, který může ovlivňovat celý osobní i pracovní život jedince.

## Výklad pojmu
Commitmentphobia je termín používaný k označení osoby, která se hluboce obává vztahu a závazku. Pojem commitmentphobia užívají ve své knize Men Who Can't Love autoři Steven A. Carter a Julia Sokol (1987) . Kritika knihu nařkla z sexismu, protože téma zpracovávalo pouze mužský pohled, autoři pak napsali další knihu He's Scared, She's Scared, kde je pojem vztahován k oběma pohlavím.
Lidé trpící strachem ze závazku prohlašují, že prahnou po tom, navázat dlouhý romantický vztah a vstoupit do manželského svazku, ale že nemohou najít příhodného partnera a dlouhodobě s ním vydržet. Prahnou vlastně po tom, čeho se bojí nejvíce: po lásce a spojení. Toto paradoxní toužení vede k zmateným a neprůhledným vzorcům svádění a odmítání, což mívá emocionálně zničující následky.
Klíčem k pochopení strachu ze závazku je rozpoznání, že toto chování má kořeny ve strachu – ať již strachu ze ztráty volby nebo strachu ze špatného rozhodnutí. V mysli člověka trpícího strachem ze závazku je rozhodnutí mít vztah považováno za sklapnutí pasti bez možnosti úniku. Jde o strach, který znehodnocuje život, protože může ovlivňovat mnoho oblastí včetně kariéry, vlastnictví atd. Každodenní rozhodování se tak může stát těžkým břemenem.
K zmírnění strachu se používají fantazijní techniky, pomocí aktivní imaginace osoba vyplňuje mezery v pocitech nedostatečného emocionálního přilnutí. Problémem je, že může dojít k uchýlení se do světa fantazijních představ na úkor reálného života. Častější je také používání sebedestruktivních scénářů jednání, jako je náhlý odchod od partnera či z práce, kdy osoba sebe a okolí staví před neobhajitelné situace.
Autoři Carter a Sokol popisují dva druhy chování: „aktivní“ strach ze závazku, tedy chování, pro které je charakteristický únik ze vztahu, a „pasivní“ strach ze závazku, kde je charakteristické přetrvávání oddanosti partnerovi, který odešel nebo nejeví zájem, touha po něm a bohatá produkce fantazijních usmiřovacích scénářů.

## Film
- Když Harry potkal Sally – komedie o počáteční nesnášenlivosti dvou lidí, které skončí romantickým přátelstvím[1]
- Pornografický vztah – film o dvojici, která si chce v sexu udržet anonymitu[2]
- Intimita – film o tom, jak se z počátečního nezávazného sexu začne vyvíjet u muže vztah k neznámé partnerce[3]
- Jak na věc – bohatý, svobodný, bezdětný a bezstarostný starý mládenec (Hugh Grant) se octne v roli pěstouna[4]
- Lepší už to nebude – mrzoutský starý mládenec Melvin (Jack Nicholson) vystupuje ze své ulity[5]
- Zlomené květiny – zapřisáhlý starý mládenec Bill Murray zjistí, že má syna[4]
- Queer as Folk – Brian Kinney (Gale Herold) se bojí závazku, přesto do svého života pustí studenta Justina Taylora (Randy Harrison)[6]
- The L World – seriál o lesbických ženách, kde nezávislost představuje profesionální lamačka srdcí Shane (Katherine Moennig)[7]
- Nevěsta na útěku – americká komedie o dívce, která čtyřikrát utekla ze svatby (Julia Robertsová)[8]
- Svatba mého nejlepšího přítele – hořká komedie o nenaplněném vztahu dvou přátel[9]